# Filterbubbel

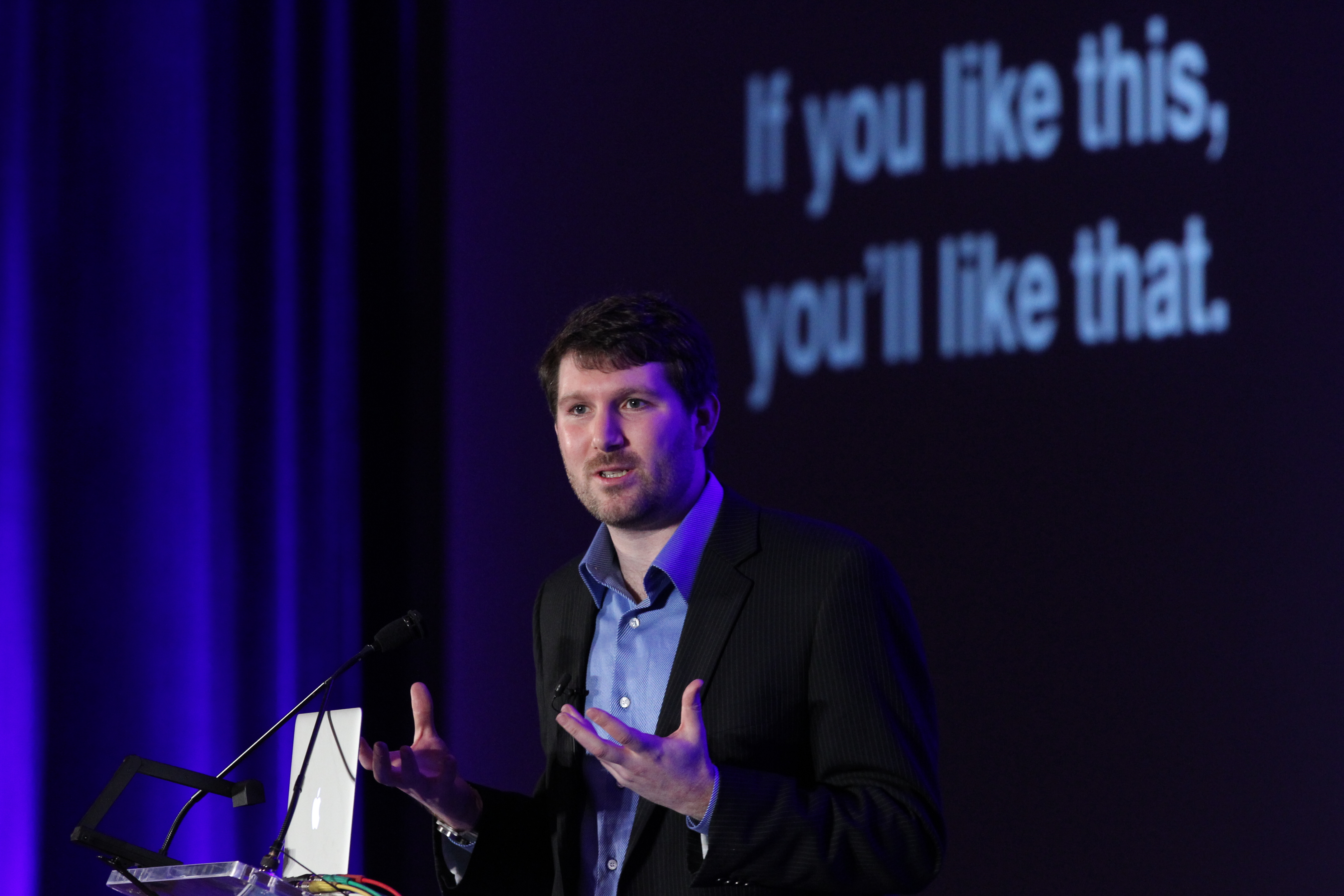
De term werd bedacht door internetactivist Eli Pariser

Een filterbubbel (Engels: filter bubble) of informatieluchtbel is het resultaat van een gepersonaliseerde zoekopdracht, waarbij een website-algoritme selectief probeert te bepalen welke informatie de gebruiker zou willen zien, gebaseerd op informatie over die gebruiker (zoals locatie, eerder klikgedrag en zoekgeschiedenis), en waarbij gebruikers hierdoor geen informatie te zien krijgen die hun eigen standpunt tegenspreekt. Hierdoor worden gebruikers geïsoleerd in hun eigen culturele of ideologische luchtbel.
De keuzes die de algoritmes maken zijn niet transparant. De belangrijkste voorbeelden zijn resultaten van Googles Personalized Search en van Facebooks personalized news stream. 
De term werd bedacht door internetactivist Eli Pariser in zijn gelijknamig boek; volgens Pariser worden gebruikers minder blootgesteld aan tegengestelde standpunten en worden ze intellectueel geïsoleerd in hun eigen informatieluchtbel. Pariser geeft als voorbeeld een gebruiker die op Google zocht naar "BP" en informatie kreeg over investeringsnieuws van British Petroleum, terwijl een andere gebruiker informatie kreeg over Deepwater Horizon. De twee zoekresultaten gaven een "treffend verschil". Volgens Pariser kan het luchtbeleffect negatieve gevolgen hebben voor de gedachtewisseling tussen burgers, maar anderen zeggen dat het effect minimaal is en kan opgevangen worden.
Zoekmachines die naar eigen zeggen de zoekresultaten niet afhankelijk maken van persoonlijke gegevens zijn: DuckDuckGo, Ixquick, MetaGer, en Startpage.

## Meer dan zoekmachines
Filterbubbels komen niet alleen voor bij zoekmachines, maar ook bij sociale netwerken die gefilterde informatie bieden, die gepersonaliseerd zijn voor de gebruiker, zoals bijvoorbeeld de stream van berichten in Facebook. Voor het internet bestond zo'n stream in de vorm van verzuiling, maar was het toen veel gemakkelijker om het bestaan buiten de zuil waar te nemen. 

## Onderzoek
De vraag naar het fenomeen van de filter bubbles is het voorwerp geworden van wetenschappelijke studies. Media-onderzoekers kunnen het bestaan ervan in eerste instantie niet bevestigen. Een groot aantal studies komt integendeel tot de conclusie dat zoekmachines en sociale media de meeste mensen naar meer divers nieuws leiden.